# کاسپر وسل
کاسپر وسل (انگلیسی: Caspar Wessel؛ زاده ۸ ژوئن ۱۷۴۵ – درگذشته ۲۵ مارس ۱۸۱۸) یک دانشمند اهل نروژ بود.